# Mieczysław Fijałkowski
Mieczysław Fijałkowski (ur. 11 kwietnia 1888 w Kossowicach, zm. 11 lub 12 sierpnia 1972 w Gliwicach) – polski pisarz, dziennikarz, ziemianin, działacz polityczny, poseł na Sejm II i III kadencji w II RP z ramienia Związku Ludowo-Narodowego oraz Stronnictwa Narodowego.

## Życiorys
Pochodził z rodziny ziemiańskiej. Był jedynym dzieckiem Antoniego Fijałkowskiego oraz Heleny z domu Ślewińskiej, przyrodniej siostry malarza Władysława Ślewińskiego.
Ukończył Studium Rolnicze Uniwersytetu Jagiellońskiego, od tego czasu związany był z rolnictwem. Od 1921 r. był zarządcą w majątku w Skłótach należącym do jego żony, Celiny Fijałkowskiej z domu Dangel. W tym okresie angażował się w życie społeczno-polityczne: współorganizował Spółdzielnię Rolniczą "Wspólna Praca", działał w Towarzystwie Rolniczym i Związku Plantatorów Buraka Cukrowego. Był członkiem Towarzystwa Gimnastycznego "Sokół". W okresie II wojny światowej został wysiedlony z majątku Skłóty i uwięziony w Pawiaku. Po wojnie administrował państwowymi gospodarstwami rolnymi w Siedlcach oraz na Śląsku oraz kompleksem gospodarstw Zjednoczenia Przemysłu Węglowego. Pracował w Archiwum w Gliwicach.

### Kariera polityczna
W 1923 r. został członkiem zarządu powiatowego Związku Ludowo-Narodowego, a w 1927 prezesem oddziału tego związku w Kutnie (przemianowanego następnie na Stronnictwo Narodowe). Również w 1927 r. został powiatowym przywódcą Obozu Wielkiej Polski. W 1928 r. został posłem na Sejm Rzeczypospolitej Polskiej II kadencji i był nim także w kolejnej kadencji Sejmu. Zasiadał w komisjach: budżetowej, opieki społecznej oraz rolnej. W latach 1928–1935 zasiadał w Zarządzie Głównym Stronnictwa Narodowego. Zrezygnował z aktywności politycznej w 1937 r.

## Życie prywatne
Jego żoną była poetka Celina Dangel-Fijałkowska. Miał córkę Magdalenę.

## Twórczość literacka

### Komedie
Zaczął pisać utwory komediowe za namową Józefa Kotarbińskiego. Był autorem utworów dramatycznych:
- Albatros
- Czarodziejka
- Człowiek leśny
- Drugi mąż
- Gorąca krew
- Kawalerowie podwiązki
- Monstrum
- Odzyskany skarb
- Pan Poseł
- Rycerz Antychrysta
- Trzecia młodość
- Wielka gra
- Wierna kochanka
- Wyspa odmiany

### Proza
Był autorem trzech tomów opowiadań:
- Dzieło Piotra Chlebnego (1938)
- Las (1966)
- Cholerny świat (1972)

Oraz prozy wspomnieniowej zebranej w tomie Uśmiechy lat minionych (1962, 1969). W pozostałej twórczości również często odnosił się do własnych doświadczeń, w szczególności związanych z przemianami polskiej wsi.

## Upamiętnienie
Imieniem Celiny i Mieczysława Fijałkowskich nazwano jedną z ulic w Kutnie.